# Várzea
Várzea este un oraș în Paraíba (PB), Brazilia.